# 千葉県立市原緑高等学校
千葉県立市原緑高等学校（ちばけんりつ いちはらみどりこうとうがっこう）は、千葉県市原市能満にある県立高等学校。

## 概要
市原市北部の市原地区に位置する。1974年（昭和49年）に開校し、全日制普通科が設置されている。東海大学付属市原望洋高等学校が隣接している。

## 沿革
- 1974年（昭和49年）4月1日 - 千葉県立市原緑高等学校開校[1]。
- 1983年（昭和38年） - 高校総体サッカー全国大会出場[1]。

## 部活動
野球部、排球部、卓球部、バスケ部などがある。

### サッカー部
開校間もない1975年に本田裕一郎監督が就任して以降、高校総体や高校サッカー選手権で千葉県ベスト4の常連となった。1983年の高校総体では千葉県予選を勝ち抜き、全国大会に出場している。本田は1985年に退任した。

## アクセス
- 八幡宿駅より小湊バス「山倉こどもの国」行「市原緑高校前」下車すぐ
- 海士有木駅より自転車15分

## 著名な卒業生
サッカー
- 佐々木雅尚
- 宮澤ミシェル
- 石井正忠
- 古川昌明
- 松橋力蔵

競艇
- 足立かなえ